# Winnie (Texas)
Winnie è un census-designated place degli Stati Uniti d'America, situato nella contea di Chambers dello Stato del Texas.

## Geografia fisica
Winnie è situata a 29°49′08″N 94°23′00″W (29.818891, -94.383462). Secondo lo United States Census Bureau, ha un'area totale di 4,0 miglia quadrate (10 km²).

## Società

### Evoluzione demografica
Secondo il censimento del 2000, c'erano 2.914 persone, 1.039 nuclei familiari, e 735 famiglie residenti nella città. La densità di popolazione era di 732,9 persone per miglio quadrato (282,7/km²). C'erano 1.160 unità abitative a una densità media di 291,8 per miglio quadrato (112,5/km²). La composizione etnica della città era formata dall'87,27% di bianchi, il 5,32% di afroamericani, lo 0,72% di nativi americani, lo 0,27% di asiatici, il 5,56% di altre razze, e lo 0,86% di due o più etnie. Ispanici o latinos di qualunque razza erano il 10,12% della popolazione.
C'erano 1.039 nuclei familiari di cui il 36,0% avevano figli di età inferiore ai 18 anni, il 55,1% erano coppie sposate conviventi, il 10,9% aveva un capofamiglia femmina senza marito, e il 29,2% erano non-famiglie. Il 24,6% di tutti i nuclei familiari erano individuali e il 10,7% aveva componenti con un'età di 65 anni o più che vivevano da soli. Il numero di componenti medio di un nucleo familiare era di 2,64 e quello di una famiglia era di 3,16.
La popolazione era composta dal 27,4% di persone sotto i 18 anni, l'8,8% di persone dai 18 ai 24 anni, il 28,8% di persone dai 25 ai 44 anni, il 20,9% di persone dai 45 ai 64 anni, e il 14,2% di persone di 65 anni o più. L'età media era di 36 anni. Per ogni 100 femmine c'erano 101,8 maschi. Per ogni 100 femmine dai 18 anni in giù, c'erano 99,2 maschi. Il reddito medio di un nucleo familiare era di 31.314 dollari, e quello di una famiglia era di 33.816 dollari. I maschi avevano un reddito medio pro capite di 31.083 dollari contro i 17.708 dollari delle femmine. Il reddito medio pro capite era di 13.779 dollari. Circa il 10,7% delle famiglie e il 14,3% della popolazione erano sotto la soglia di povertà, incluso il 21,0% di persone sotto i 18 anni e il 6,8% di persone di 65 anni o più.